# Paraniïta-(Y)
La paraniïta-(Y) és un mineral de la classe dels sulfats.

## Característiques
La paraniïta-(Y) és un sulfat de fórmula química Ca₂Y(AsO₄)(WO₄)₂. Cristal·litza en el sistema tetragonal. Es troben els cristalls en brut, de fins a 3 mil·límetres, en forma de bipiràmides allargades.
Segons la classificació de Nickel-Strunz, la paraniïta-(Y) pertany a «07.G - Molibdats, wolframats i niobats, sense anions addicionals o H₂O» juntament amb els següents minerals: fergusonita-(Ce), fergusonita-(Nd), fergusonita-(Y), powel·lita, scheelita, stolzita, wulfenita, formanita-(Y) i iwashiroïta-(Y).

## Formació i jaciments
És un mineral molt rar que es troba en fissures al gneis en una zona anormalment alta en arsènic. També es troba com inclusions en scheelita-powel·lita en petites venes de quars-dolomita. Sol trobar-se associada a altres minerals com: scheelita–powel·lita, beril, romeïta, betafita, fluorapatita, bergslagita, barita, dolomita i quars. Va ser descoberta a l'àrea del mont Cervandone, a Baceno, província de Verbano-Cusio-Ossola (Piemont, Itàlia). També ha estat descrita a la Costa Balzi Rossi, a Magliolo (Ligúria, Itàlia) i a dues localitats suïsses: Schmorrasgrat-South i la mina Fianel, ambdues a la vall de Ferrera (Grisons).